# Château de la Rouërie
Le château de la Rouërie est un édifice de la commune de Val-Couesnon, dans le département d’Ille-et-Vilaine en région Bretagne.

## Localisation
Il se trouve au nord-est du département et au nord du bourg de Saint-Ouen-la-Rouërie, commune déléguée de la commune nouvelle de Val-Couesnon. Il se situe le long de la limite avec le département de la Manche.

## Historique
Basé, à l'origine, sur les fondations d'une ancienne place forte du XIe siècle le château a été construit en plusieurs campagnes, principalement en 1624, 1730, 1824. 
Propriété au XVIIIe siècle d'Armand Tuffin de la Rouërie, héros de la guerre d’indépendance des États-Unis et fondateur de la chouannerie bretonne en 1792, le domaine est vendu en 1813 par sa famille à Georges-Bourges du Pré de Saint-Maur. En 1822, le château est revendu par la famille du Pré de Saint Maur à Aimé Nicolas Barbier, d'une famille d'échevins et négociants-armateurs à Rennes. La propriété appartient encore de nos jours à sa descendance, la famille Barbier du Mans de Chalais, qui possède aussi le château des Blosses (XIXe siècle) à quelques centaines de mètres au sud.
Il est inscrit au titre des monuments historiques depuis le 7 août 1996,.